# Норберг, Микаэль
Ян Микаэ́ль Но́рберг (швед. Jan Mikael Norberg; род. 20 октября 1966, Сундсвалль) — шведский кёрлингист.
В составе мужской сборной Швеции серебряный и бронзовый призёр чемпионатов Европы, в составе клубной команды чемпион Швеции среди мужчин (2006).
Играл в основном на позиции третьего.
В 2003 введён в Зал славы шведского кёрлинга (швед. Stora Curlare).

## Достижения
- Чемпионат Европы по кёрлингу: серебро (1992), бронза (2006).
- Чемпионат Швеции по кёрлингу среди мужчин: золото (2006).

## Команды
| Сезон   | Четвёртый   | Третий           | Второй           | Первый                        | Запасной                               | Турниры           |
| ------- | ----------- | ---------------- | ---------------- | ----------------------------- | -------------------------------------- | ----------------- |
| 1992—93 | Пер Карлсен | Хенрик Хольмберг | Томми Олин       | Олле Хоканссон                | Микаэль Норберг                        | ЧЕ 1992           |
| 1998—99 | Пер Карлсен | Микаэль Норберг  | Томми Олин       | Никлас Берггрен Ян Страндлунд | тренер: Стефан Ларссон                 | ЧМ 1999 (9 место) |
| 2001—02 | Пер Карлсен | Микаэль Норберг  | Томми Олин       | Никлас Берггрен               | Томас Норгрен тренер: Олле Хоканссон   | ЧМ 2002 (8 место) |
| 2002—03 | Пер Карлсен | Микаэль Норберг  | Рикард Хальстрём | Фредрик Хальстрём             | Никлас Берггрен тренер: Олле Хоканссон | ЧМ 2003 (5 место) |
| 2003—04 | Пер Карлсен | Микаэль Норберг  | Рикард Хальстрём | Фредрик Хальстрём             |                                        |                   |
| 2004—05 | Пер Карлсен | Микаэль Норберг  | Рикард Хальстрём | Фредрик Хальстрём             |                                        |                   |
| 2005—06 | Пер Карлсен | Микаэль Норберг  | Рикард Хальстрём | Фредрик Хальстрём             |                                        | ЧШМ 2006          |
| 2006—07 | Пер Карлсен | Микаэль Норберг  | Рикард Хальстрём | Фредрик Хальстрём             | Нильс Карлсен тренер: Олле Хоканссон   | ЧЕ 2006           |
| 2008—09 | Пер Карлсен | Микаэль Норберг  | Томми Олин       | Никлас Берггрен               |                                        |                   |
| 2008—09 | Пер Карлсен | Микаэль Норберг  | Томми Олин       | Никлас Берггрен               |                                        |                   |
| 2009—10 | Пер Карлсен | Нильс Карлсен    | Эрик Карлсен     | Никлас Берггрен               | Микаэль Норберг тренер: Томми Олин     | ЧМ 2010 (8 место) |
| 2010—11 | Пер Карлсен | Нильс Карлсен    | Эрик Карлсен     | Микаэль Норберг               |                                        |                   |

(скипы выделены полужирным шрифтом)